# Moledo (Castro Daire)
Moledo é uma povoação portuguesa sede da Freguesia de Moledo do Município de Castro Daire, freguesia com 46,99 km² de área e 1049 habitantes (censo de 2021), tendo, por isso, uma densidade populacional de 22,3 hab./km².
Fez parte do antigo concelho de Mões, extinto em 24 de Outubro de 1855, após o que passou ao (atual município) de Castro Daire.

## Demografia
A população registada nos censos foi:
| Distribuição da População por Grupos Etários | Distribuição da População por Grupos Etários | Distribuição da População por Grupos Etários | Distribuição da População por Grupos Etários | Distribuição da População por Grupos Etários |
| -------------------------------------------- | -------------------------------------------- | -------------------------------------------- | -------------------------------------------- | -------------------------------------------- |
| Ano                                          | 0-14 Anos                                    | 15-24 Anos                                   | 25-64 Anos                                   | > 65 Anos                                    |
| 2001                                         | 171                                          | 137                                          | 652                                          | 354                                          |
| 2011                                         | 120                                          | 94                                           | 588                                          | 413                                          |
| 2021                                         | 68                                           | 67                                           | 453                                          | 461                                          |

## Património
- Inscrição do Penedo de Lamas